# Javier González García
Javier González García (Albacete, 18 aprile 1968) è un ex cestista spagnolo.